# 朱民 (1963年)
朱民（1963年9月—），男，汉族，江苏省苏州市昆山市人，中华人民共和国政治人物。

## 人物经历
朱民早年在复旦大学经济系政治经济学专业学习，毕业后回到苏州，成为苏州丝绸工学院教师、经济教研室副主任，2005年任中共江苏省吴江市委书记、吴江经济开发区党工委书记，2008年出任江苏省商务厅（对外贸易经济合作厅）厅长、党组书记兼省贸促会（省国际商会）会长、党组书记，中共徐州市委副书记、市人民政府市长，2015年回到苏州，出任中共苏州市委常委、市委统战部部长，但保留正厅级待遇。2016年至2021年出任中共苏州市委副书记。2022年当选为苏州市政协主席。